# A'wesome
A'wesome es el quinto EP de la cantante surcoreana Hyuna. Fue lanzado el 1 de agosto de 2016 por Cube Entertainment y distribuido por Universal Music. Corresponde al primer lanzamiento en solitario de la cantante desde la disolución del grupo femenino 4minute. «How's This?» fue lanzada como la canción principal.

## Historia y lanzamiento
El 30 de junio de 2016, se informó que Hyuna estaba preparando un regreso musical, sin confirmar mayores detalles y solo revelando que estaba en el proceso de escoger y grabar canciones. El 20 de julio, se confirmó que la cantante lanzaría su próximo trabajo el 1 de agosto, siendo el primer trabajo musical desde la disolución del grupo femenino, 4minute. Un día más tarde, se confirmó la participación del rapero Hanhae en una de las canciones del EP llamada «Wolf» y se informó que el vídeo musical para la canción principal ya se encontraba grabado.
El 25 de julio, Cube Entertainment informó mediante las redes sociales, que la canción principal será «How's This?», además de dar a conocer imágenes promocionales y establecer el lanzamiento oficial para el 1 de agosto de 2016 a medianoche de Corea del Sur. El 26 de julio fue revelada la lista de canciones para un total de seis, con dos colaboraciones como parte del EP. El 27 de julio más imágenes fueron reveladas, además de un avance de las canciones en la nueva cuenta de YouTube de la cantante.

## Lista de canciones
| N.º   | Título          | Escritor(es)                             | Arreglo                           | Duración |  |
| 1.    | «U & Me♡»       | Seo Jaewoo, Son Youngjin, Hyuna          | Seo Jaewoo, Son Youngjin          | 3:27     |  |
| 2.    | «How's This?»   | Hyuna, Seo Jaewoo, Big Sancho            | Seo Jaewoo                        | 3:19     |  |
| 3.    | «Do it!»        | Seo Jaewoo, Big Sancho, Brian Lee, Hyuna | Seo Jaewoo, Big Sancho, Brian Lee | 3:19     |  |
| 4.    | «Morning Glory» |                                          |                                   | 3:31     |  |
| 5.    | «Freaky»        | Big Sancho, Hyuna                        | Seo Jaewoo, Big Sancho            | 3:17     |  |
| 6.    | «Wolf»          | Hyuna, Hanhae                            | Seo Jaewoo, Son Youngjin          | 3:54     |  |
| 24:47 |                 |                                          |                                   |          |  |

## Fechas de lanzamiento
| Región | Fecha               | Formato          | Discográfica                        |
| ------ | ------------------- | ---------------- | ----------------------------------- |
| Mundo  | 1 de agosto de 2016 | Descarga digital | Cube Entertainment, Universal Music |
| Mundo  | 2 de agosto de 2016 | CD               | Cube Entertainment, Universal Music |